# Sandra Steinbach
Sandra Steinbach (* 13. August 1975 in Speyer, Rheinland-Pfalz) ist eine deutsche Schauspielerin.

## Leben
Steinbach studierte am Theaterstudio Berlin von 1997 bis 2000 Schauspiel und schloss mit Diplom ab. Während des Studiums erhielt sie bereits erste Rollen am Berliner Kriminal Theater. 2001 begann sie ihre Filmkarriere mit dem Fernsehfilm Die Erpressung – Ein teuflischer Pakt. 2002 und 2003 spielte sie bei Gute Zeiten, schlechte Zeiten (RTL) mit, weitere Fernsehproduktionen folgten wie Bella Block (ZDF), SOKO Wismar (ZDF) und In aller Freundschaft (ARD).
Sie gehört seit 2000 zum  Ensemble des Berliner Kriminal Theater, dort spielt sie in Produktionen wie Die Mausefalle, Zeugin der Anklage, Die Zwölf Geschworenen, Tod auf dem Nil und Der Name der Rose mit.
Von Januar 2013 bis Januar 2019 spielte Steinbach an der Seite von Devid Striesow und Elisabeth Brück beim Tatort des Saarländischen Rundfunks die Rolle der Staatsanwältin Nicole Dubois.

## Filmografie (Auswahl)
- 2001: Doppelter Einsatz – Das Alibi (Fernsehreihe)
- 2001: Die Erpressung – Ein teuflischer Pakt
- 2002: Herzschlag – Das Ärzteteam Nord (Fernsehserie, eine Folge)
- 2005: Bella Block: … denn sie wissen nicht, was sie tun (Fernsehreihe)
- 2006: Fünf Sterne (Fernsehserie, Folge Falschmeldung)
- 2007: In aller Freundschaft (Fernsehserie, Folge Liebe und Gegenliebe)
- 2008: Krimi.de (Fernsehserie, Folge Nebenan)
- 2010: Der Staatsanwalt (Fernsehserie, Folge Tod eines Schülers)
- 2010: SOKO Wismar (Fernsehserie, Folge Die Gräfin)
- 2009: Eine wie keine (Fernsehserie, eine Folge)
- 2011: Das unsichtbare Mädchen (Kinofilm)
- 2012: Auf Herz und Nieren (Fernsehserie, Folge Der Mann, den es nie gab)
- 2013: Nach all den Jahren
- 2013: Rosa Roth – Der Schuss (Fernsehreihe)
- 2013: Weissensee (Fernsehserie, eine Folge)
- 2013–2019: Tatort (Fernsehreihe) → siehe Stellbrink und Marx
- 2015, 2018: SOKO München (Fernsehserie, Folgen Muffel tot!, Tödliche Verführung)
- 2016: Collide (Kinofilm)
- 2016: Die Rosenheim-Cops (Fernsehserie, Folge Die Rosenkrieger)
- 2016: Tierärztin Dr. Mertens (Fernsehserie, Folge Zuviel von allem)
- 2021: Immer der Nase nach
- 2023: SOKO Wismar (Fernsehserie, Folge In Teufels Küche)
- 2024: Wenn Papa auf der Matte steht (Fernsehfilm)